# Arnold von Bohlen und Halbach

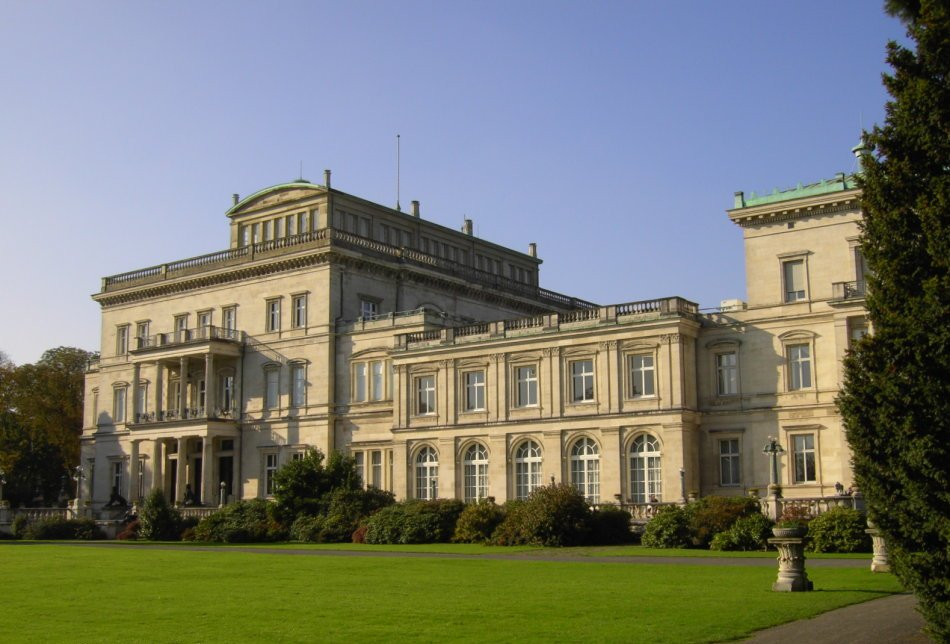
Villa Hügel in Essen

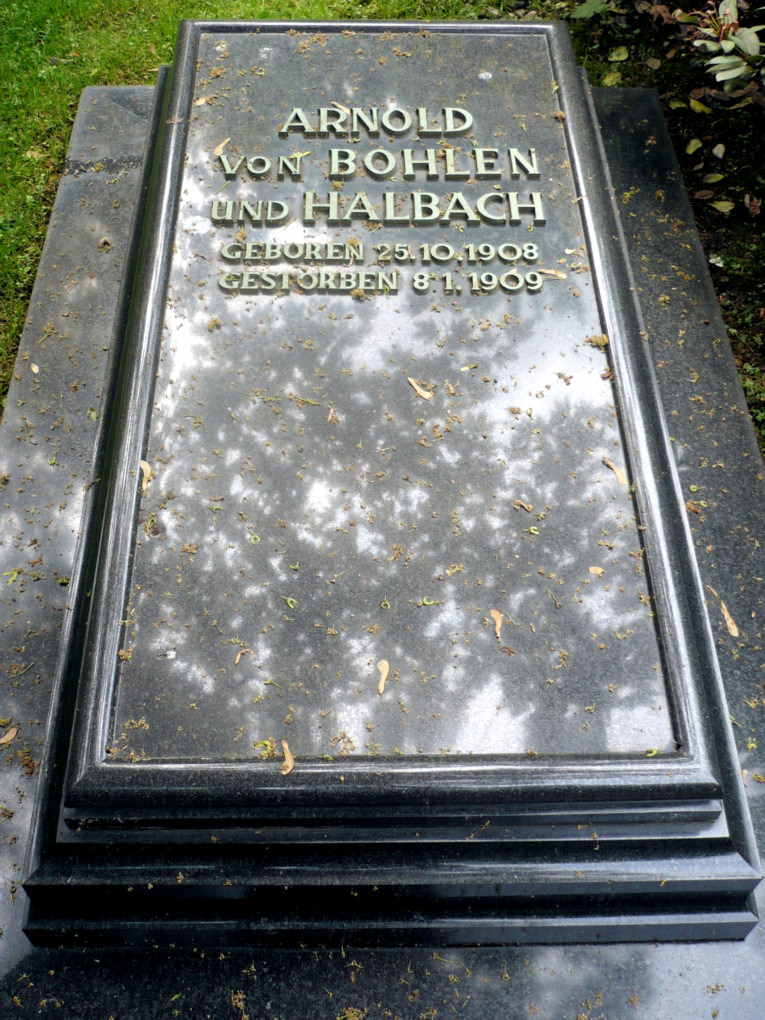
Grabplatte auf dem Friedhof Bredeney

Arnold Gustav Hans von Bohlen und Halbach (* 25. Oktober 1908 auf der Villa Hügel zu Essen; † 8. Januar 1909 in Essen) war ein jüngerer Bruder von Alfried Krupp von Bohlen und Halbach. Er und seine sieben Geschwister stammten mütterlicherseits aus der Familie Krupp, väterlicherseits aus der Familie von Bohlen und Halbach.

## Leben
Der zweitgeborene Arnold starb im Alter von drei Monaten. Aus Familienberichten wurde jahrzehntelang – insbesondere durch Erzählungen seiner Tante Barbara von Wilmowsky – die Information weiter getragen, dass seine Amme an seinem frühen Tod mitschuldig gewesen sei.
Sein Leichnam wurde zunächst auf dem kruppschen Privatfriedhof beigesetzt, der dem Friedhof am Kettwiger Tor angegliedert war. Als dieser 1955 aufgrund städtebaulicher Maßnahmen aufgegeben wurde, verlegte man die Gräber bzw. Grabplatten der Familienmitglieder auf den Friedhof Bredeney an der Westerwaldstraße in die Krupp-Sektion. Hier liegt er neben seinen Geschwistern, Eltern, Großeltern (Friedrich Alfred Krupp und Margarethe Krupp) und Alfred Krupp begraben.

## Bedeutung

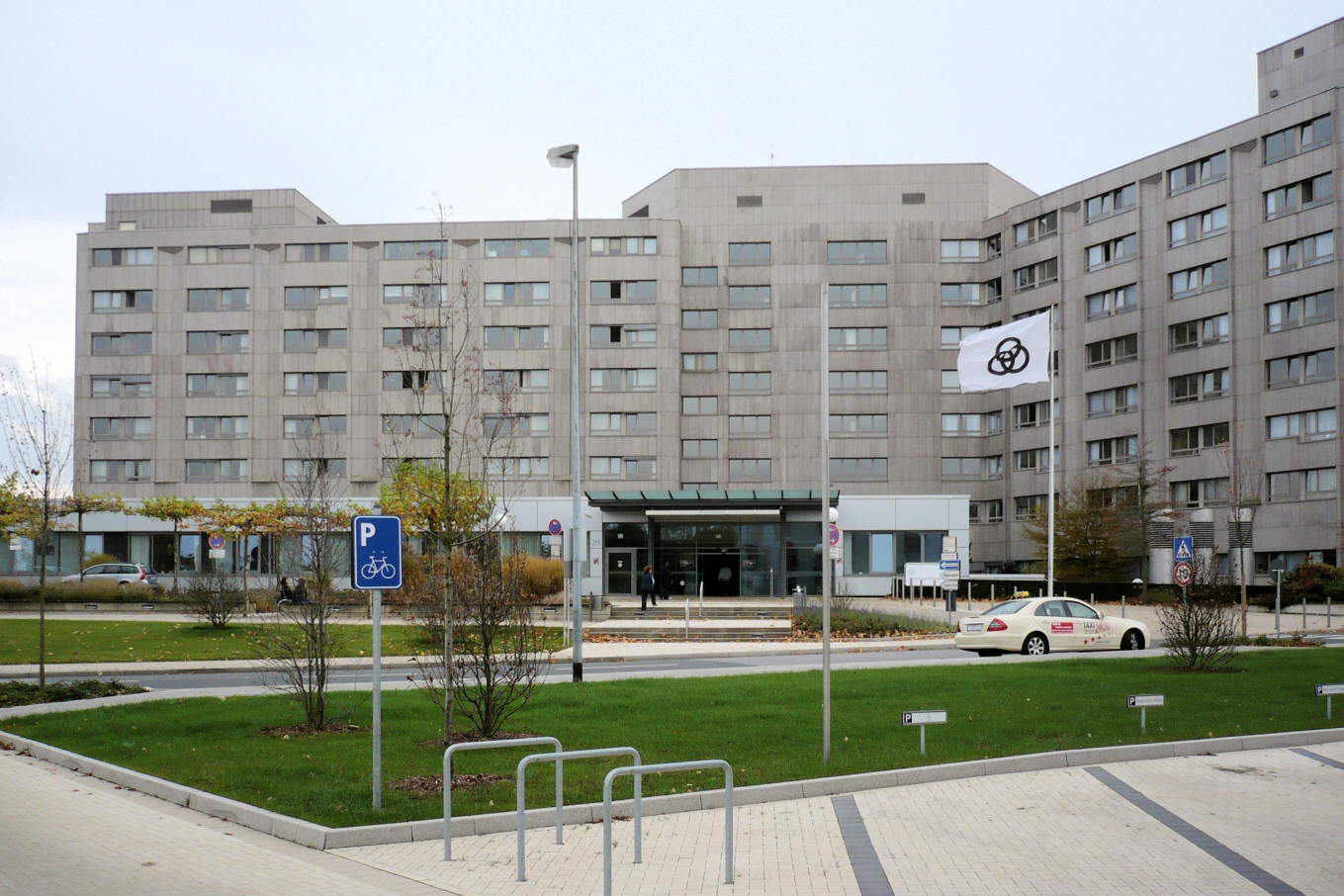
Alfried Krupp Krankenhaus in Essen

Der plötzliche Tod ihres zweiten Sohnes Arnold im Januar 1909 war für Gustav und Bertha Krupp von Bohlen und Halbach Motivation zur Gründung einer Stiftung mit dem Ziel der Errichtung eines „Entbindungs- und Wöchnerinnenheims“, in dem die Frauen Krupp’scher Werksangehöriger betreut werden sollten, denen „im eigenen Heim auch aus irgendeinem Grunde nicht die nötige Pflege zuteil werden kann“.
Am 1. Juli 1912 wurde von Bertha Krupp das Arnoldhaus für Wöchnerinnen in der Siedlung Altenhof in Essen-Rüttenscheid eingeweiht, nachdem schon zwei Tage zuvor dort das erste Kind geboren worden war. Das Arnoldhaus wurde 1944 durch alliierte Bombenangriffe zerstört. Anfang der 1980er Jahre begann die Alfried Krupp von Bohlen und Halbach-Stiftung mit dem Neubau des Alfried Krupp Krankenhauses. Federführend war der Kuratoriums-Vorsitzende Berthold Beitz, der damit die Tradition der sozialen Verantwortung von Alfred Krupp und den nachfolgenden Generationen unter neuen Gesichtspunkten fortsetzte.
Innerhalb des Krankenhauses befindet sich heute erneut ein nach Arnold benanntes Arnoldhaus für Geburtshilfe.
In Essen ist die Arnoldstraße nach ihm benannt, die unweit der Villa Hügel an der Einfahrt zum Hügelpark in der Siedlung Brandenbusch (seinerzeit erbaut für Angestellte der Villa Hügel) liegt.
Auch bei Magdeburg gab es bis 1945 eine nach ihm benannte Arnoldstraße. Im Stadtteil Buckau befand sich die Tochtergesellschaft Friedrich Krupp AG Grusonwerk.

## Verfilmungen
- Krupp – Mythos und Wahrheit. Fernsehdokumentation, WDR 2009
- Berthold Beitz – Der Herr der drei Ringe. Fernsehdokumentation, WDR 2008